# Gratiola floridana
Gratiola floridana är en grobladsväxtart som beskrevs av Thomas Nuttall. Gratiola floridana ingår i släktet jordgallor, och familjen grobladsväxter. Inga underarter finns listade i Catalogue of Life.